# Salanhac (Dordonya)
Salanhac (en francès Salagnac) és un municipi francès situat al departament de la Dordonya i a la regió de la Nova Aquitània.

## Demografia
| 1962                                       | 1968 | 1975  | 1982 | 1990 | 1999 | 2007 |
| ------------------------------------------ | ---- | ----- | ---- | ---- | ---- | ---- |
| 918                                        | 826  | 1.122 | 833  | 812  | 785  | 910  |
| Des de 1962: població sense dobles comptes |      |       |      |      |      |      |

## Administració
| Període   | Identitat     | Partit |
| --------- | ------------- | ------ |
| 1977-2001 | Gilbert Dupuy |        |
| 2001-     | Alain Maigret |        |